# Момберчели
Момберчели (итал. Mombercelli) је насеље у Италији у округу Асти, региону Пијемонт.
Према процени из 2011. у насељу је живело 1461 становника. Насеље се налази на надморској висини од 189 м.

## Становништво
Према резултатима пописа становништва 2011. у општини је живело 2.343 становника.
| 1936. | 1951. | 1961. | 1971. | 1981. | 1991. | 2001. | 2011. |
| ----- | ----- | ----- | ----- | ----- | ----- | ----- | ----- |
| 3.283 | 2.659 | 2.304 | 2.216 | 2.211 | 2.197 | 2.214 | 2.343 |